# フンド島
座標: 南緯5度3分 東経39度39分 / 南緯5.050度 東経39.650度
フンド島（フンドとう、英語: Fundo Island）はタンザニア領のザンジバル諸島に属する島。

## 概要
フンド島はペンバ海峡に存在するペンバ島北西の沖合に位置する。ペンバ島を取り囲む小島の中では最も大きい部類の島である。フンド島は南北約9km、東西約1kmの南北に細長い形をしている。島は多くの岩礁に囲まれている。島のすぐ北にはンジャオ島があり、南にはいくつかの小島が集まる。フンド島はこれらの小島・岩礁とともに東に6km離れたウェテの港にとって天然の防波堤になっている。タンザニア連合共和国を構成するザンジバル革命政府の自治下にある。

## 参考資料
- Finke, J. (2006) The Rough Guide to Zanzibar (2nd edition). New York: Rough Guides.